# Pterotiltus giorgii
Pterotiltus giorgii är en insektsart som beskrevs av Willy Adolf Theodor Ramme 1929. Pterotiltus giorgii ingår i släktet Pterotiltus och familjen gräshoppor. Inga underarter finns listade i Catalogue of Life.